# هوبير إل. إيتون
هوبير إل. إيتون (بالإنجليزية: Hubert Eaton)‏ هو شخصية أعمال أمريكي، ولد في 3 يونيو 1881، وتوفي في 20 سبتمبر 1966.